# TVBS-Asia
，是台灣TVBS旗下的海外電視頻道。
TVBS-Asia於1995年9月開始試播、1997年6月2日正式啟播，24小時以华語播放TVBS節目，包括新聞報道、娛樂、劇集綜藝及音樂流行，也會播放外購劇集、綜藝節目。TVBS-Asia可於大部份亞洲地區、澳洲及北美等地透過衛星電視和IPTV接收，節目編排視乎收視地區而略有不同。

## 外部連結
- TVBS-Asia（页面存档备份，存于）
- 節目表（页面存档备份，存于）